# Michałówka (powiat chełmski)
Michałówka – wieś w Polsce położona w województwie lubelskim, w powiecie chełmskim, w gminie Dorohusk.
| SIMC    | Nazwa      | Rodzaj    |
| ------- | ---------- | --------- |
| 1025657 | Wielki Las | część wsi |
| 0102717 | Wygon      | część wsi |

W latach 1975–1998 miejscowość należała administracyjnie do województwa chełmskiego. 
Wieś wchodzi w skład sołectwa Michałówka, Majdan Skordiowski. Według Narodowego Spisu Powszechnego (III 2011 r.) liczyła 225 mieszkańców i była dziesiątą co do wielkości miejscowością gminy Dorohusk.
Wierni Kościoła rzymskokatolickiego należą do parafii św. Jana Nepomucena w Dorohusku.